# Mushing

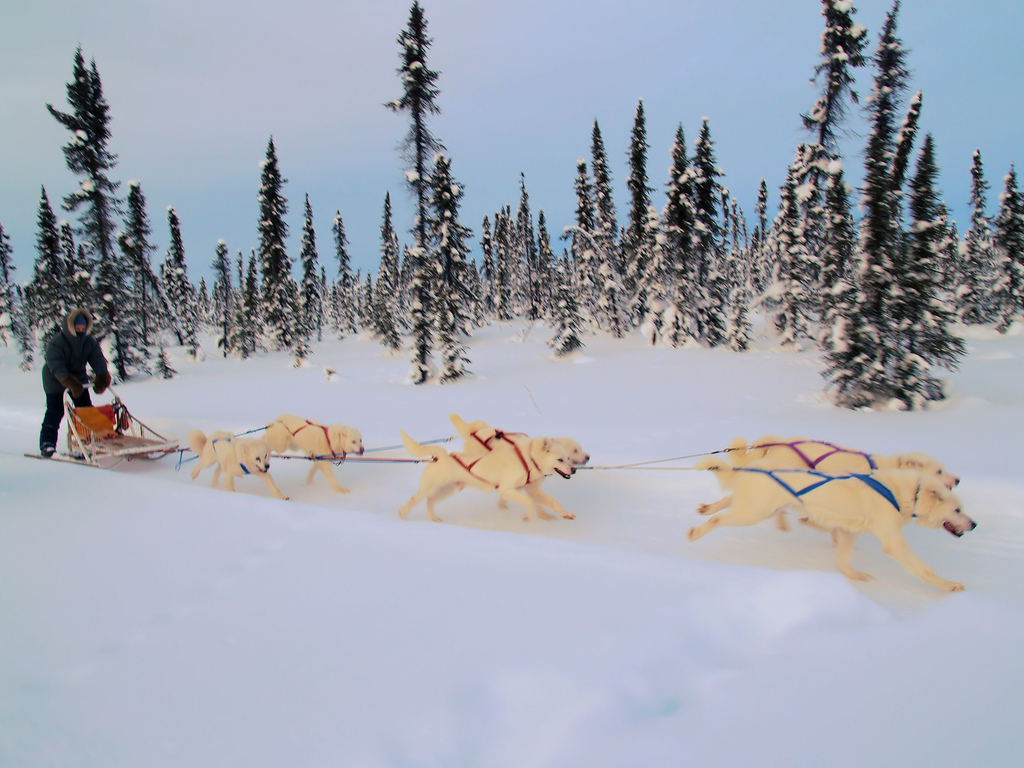
Seis Huskies puxando um trenó

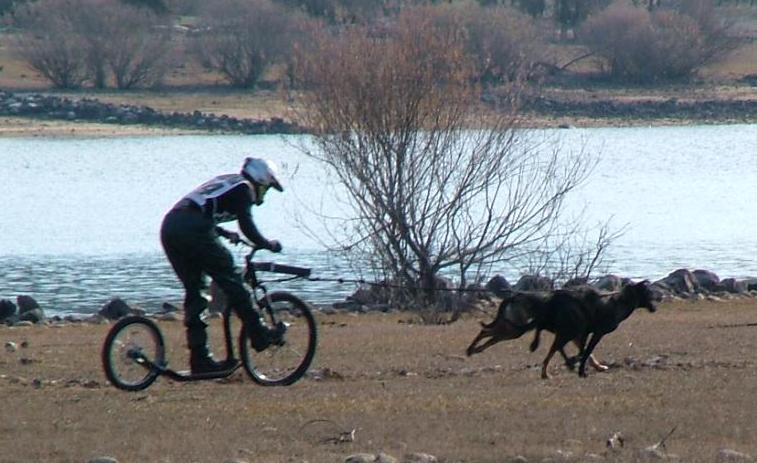
Campeonato de Mushing na Espanha, 2011

Mushing é na língua inglesa um termo genérico para um desporto ou meio de transporte de tracção canina. Implica o uso de um ou mais cães para puxar bicicletas, tricicletas, patinetes, ou trenós. Pensa-se que o termo terá origem no francês marche, que significa "avança!" Em português, o termo é usado mais especificamente para corridas de trenós, que em Portugal têm lugar em diversos terrenos que são gelados. Em Portugal, e face à escassez de neve, as provas são realizadas em trilhos florestais, com triciclos, bicicleta, trotinete ou ainda karts.
A equipa Kaidok Team (http://kaidokteam.com/) é uma equipa Portuguesa, já com algumas presenças em campeonatos estrangeiros e vários títulos nacionais conquistados.